# Viz (fumetto)
Viz è una rivista di fumetti pubblicata in Inghilterra a partire dal 1979 e dal 2003 edita da Dennis Publishing.
La rivista viene pubblicata dieci volte all'anno, un numero al mese tranne nei mesi dicembre/gennaio (feste natalizie) e giugno/luglio (periodo estivo) nei quali viene pubblicato un numero bimestrale.

## Contenuti
La rivista contiene diverse storie a fumetti della lunghezza di circa una pagina, dal contenuto comico, satirico e grottesco, su diversi aspetti, vizi, situazioni tipiche e personaggi caratteristici della società britannica. I contenuti forti, i riferimenti più che espliciti al sesso e agli alcolici, e l'abbondanza di linguaggio scurrile fanno sì che la rivista sia riservata a un pubblico adulto, "Not to sale to children" (cioè "Da non vendere ai bambini"), come chiaramente riportato sulla copertina accanto al prezzo.
Oltre alle strisce a fumetti, la rivista contiene diverse rubriche, come Letterbocks (gioco di parole tra Letterbox cioè casella postale e una parola scurrile), dove viene pubblicata finta posta dei lettori di tono demenziale e Top tips, improbabili suggerimenti su come svolgere diverse attività. La rubrica più importante è il Profanisaurus una sorta di dizionario gigante dove vengono raccolte definizioni di espressioni di stampo scrurile ma divertente, inviate dai lettori; ogni mese vengono pubblicate nuove definizioni che vengono poi raccolte in un grosso dizionario che viene pubblicato separatamente dalla rivista.
Oltre alle rubriche, elemento divertente della rivista sono finte pubblicità satiriche di prodotti improbabili e ridicoli, sull'imitazione di vere pubblicità spesso presenti nei mensili.

## Personaggi ricorrenti dei fumetti di Viz
- Fat Slags
- Major Misunderstanding
- Bacon family (Mutha, Fatha and Biffa)
- Eight Ace
- Frut Bunn and his Gingerbread Sex Dolls
- Mrs Brady Old Lady
- Drunken Bakers
- Roger Mellie The Man on the Telly
- The Modern Parents
- The Critics

## Opere derivate
I personaggi The Fat Slags, Roger Mellie, Sid the Sexist e Billy the Fish hanno avuto proprie serie animate su Channel 4.
Nel 1991 la Virgin Games pubblicò il videogioco Viz per i maggiori computer dell'epoca.